# Werk (Einheit)
Werk war ein Salzmaß in den Hallensern Salinen. Die Herstellungszeit für ein Werk dauerte etwa 10 bis 12 Tage und der Ertrag einer Pfanne waren etwa 2 Lasten und 730 Pfund Kochsalz (eine Last mit 30 Zentner zu 108 Pfund gerechnet, also 3240 Pfund). Etwa 20 Pfund sogenanntes Nachsalz (Viehsalz) fielen ebenfalls an.
- 1 Werk = 2 Körbe (frisch gesottenes Salz)

Der geflochtene Korb sollte 2 Himten Inhalt haben.